# Pavetta pierrei
Pavetta pierrei är en måreväxtart som beskrevs av Cornelis Eliza Bertus Bremekamp. Pavetta pierrei ingår i släktet Pavetta och familjen måreväxter.
Artens utbredningsområde är Kambodja. Inga underarter finns listade i Catalogue of Life.